# Hochwald (Suíça)
Hochwald é uma comuna da Suíça, situada no distrito de Dorneck, no cantão de Soleura. Tem 8,28 km² de área e sua população em 2018 foi estimada em 1.310 habitantes.